# Leif Hjernøe
Leif Hjernøe (født 24. juli 1938 i Aarhus) er en dansk forfatter, skribent og foredragsholder.
Hjernøe blev uddannet sølvsmed i 1959 og blev i 1962 student fra Århus Akademi. Derefter studerede han teologi, kunsthistorie, fransk og antropologi ved Aarhus Universitet.
Han debuterede med romanen En tid lang i 1968 og var i sin skrivestil eksperimenterende. Den største roman til dato, Rom Anno 1991, udkom i 1983. 
Siden 1981 har han desuden været tv-anmelder for Kristeligt Dagblad. Tidligere var han radio/tv-anmelder for Århus Stiftstidende. Fra 2000 har han været medlem af Gylling Menighedsråd.
Han har adskillige gange i løbet af sin karriere modtaget Statens Kunstfonds engangsydelse; fra 1971-1974 fik han desuden fondens stipendium.